# Think Later
Think Later (estilizado em letras maiúsculas) é o segundo álbum de estúdio da cantora e compositora canadense Tate McRae, lançado em 8 de dezembro de 2023 através da gravadora RCA Records. O álbum foi co-produzido por Ryan Tedder e precedido pelo lançamento dos singles "Greedy", em 15 de setembro de 2023, e "Exes", em 17 de novembro de 2023. McRae embarcará na turnê Think Later World Tour pela Europa, América do Norte e Oceania ao longo de 2024 em apoio ao álbum.

## Antecedentes
McRae chamou a experiência de escrever o álbum de "uma das coisas mais estressantes, emocionantes, estressantes e divertidas que [ela] já passou", dizendo que viveu o ano passado "um pouco menos com [sua] cabeça e um pouco mais com [sua] intuição" e espera que os ouvintes possam "sentir isso através da música". Um comunicado de imprensa expressou que explora "os sentimentos muito relacionáveis de se apaixonar e abraçar as emoções cruas que você experimenta como resultado de liderar com sua intuição e coração".

## Promoção
O primeiro single "Greedy" foi lançado em 15 de setembro de 2023 e alcançou um sucesso comercial no aplicativo de vídeo curtos TikTok, atingindo a posição número um na Billboard Global 200 e Canadian Hot 100. Com o anúncio do álbum em 6 de novembro de 2023, McRae anunciou a Think Later World Tour, com 53 datas em apoio ao álbum, que visitará a Europa, América do Norte e Oceania de abril a novembro de 2024. O segundo single, "Exes", foi lançado em 17 de novembro. Em 18 de novembro, McRae cantou a faixa "Grave" no Saturday Night Live.

## Lista de faixas
| N.º            | Título               | Compositor(es)                                    | Produtor(es)                      | Duração |  |
| 1.             | "Cut My Hair"        | Tate McRae Ryan Tedder Amy Allen Jasper Harris    | Tedder Harris Grant Boutin        | 2:55    |  |
| 2.             | "Greedy"             | McRae Tedder Allen Harris                         | Tedder Harris Boutin              | 2:12    |  |
| 3.             | "Run for the Hills"  | McRae Tedder Allen Harris Boutin                  | Tedder Harris Boutin              | 2:23    |  |
| 4.             | "Hurt My Feelings"   | McRae Tedder Allen Harris Boutin                  | Tedder Harris Boutin              | 2:02    |  |
| 5.             | "Grave"              | McRae Brittany Amaradio Ido Zmishlany             | Myles Avery Luka Kloser Zmishlany | 3:14    |  |
| 6.             | "Stay Done"          | McRae Tedder Allen                                | Tedder Andrew DeRoberts           | 2:51    |  |
| 7.             | "Exes"               | McRae Tedder Tyler Spry                           | Tedder Spry                       | 2:39    |  |
| 8.             | "We're Not Alike"    | McRae Amaradio Rob Bisel                          | Bisel                             | 3:00    |  |
| 9.             | "Calgary"            | McRae Zmishlany                                   | Thomas LaRosa Zmishlany           | 2:20    |  |
| 10.            | "Messier"            | McRae LaRosa Skyler Stonestreet                   | LaRosa                            | 3:57    |  |
| 11.            | "Think Later"        | McRae Tedder Allen Harris                         | Tedder Harris Boutin Spry         | 2:13    |  |
| 12.            | "Guilty Conscience"  | McRae Tedder Ilya Salmanzadeh Savan Kotecha Allen | Tedder Ilya Avery Kloser          | 2:32    |  |
| 13.            | "Want That Too"      | McRae Tedder Allen Harris Spry                    | Tedder Harris Harry Charles Spry  | 3:10    |  |
| 14.            | "Plastic Palm Trees" | McRae Greg Kurstin Sarah Aarons                   | Kurstin Spry                      | 2:52    |  |
| Duração total: | Duração total:       | Duração total:                                    | Duração total:                    | 38:16   |  |